# Église Saint-Bernard de Rossa
 (février 2024).
Pour les articles homonymes, voir Église Saint-Bernard.
L'église Saint-Bernard est un édifice religieux catholique situé à Rossa, en Suisse.

## Histoire
L'église est édifiée entre 1677 et 1684.